# NGC 6004
NGC 6004 في الفهرس العام الجديد، هي مجرة، تقع في كوكبة الحية. اكتشفت في 14 يونيو 1879 بواسطة إدوارد ستيفان.

## روابط خارجية
- NGC 6004 على موقع ويكي سكاي: DSS2, SDSS, GALEX, IRAS, Hydrogen α, X-Ray, Astrophoto, Sky Map, Articles and images